# Mamamoo
Mamamoo (en hangul, 마마무; estilizado como MAMAMOO) es un grupo musical femenino surcoreano bajo la discográfica Rainbow Bridge World. Está compuesto por cuatro integrantes Solar, Moonbyul, Wheein y Hwasa. El grupo debutó oficialmente el 19 de junio de 2014 con el miniálbum "Hello" y la canción "Mr. Ambiguous". En su debut, fue considerado como el mejor grupo de K-pop en 2014. Son reconocidas por sus «conceptos» retro, jazz y R&B.

## Historia

### Predebut
Antes de su debut oficial, Mamamoo colaboró con varios artistas. Su primera colaboración titulada «Don't Be Happy» con Bumkey fue publicada el 8 de enero de 2014. Una segunda colaboración con K.Will titulada «Peppermint Chocolate» con Wheesung fue publicada el 11 de febrero de 2014. «Peppermint Chocolate» ocupó la decimoprimera posición en Gaon Digital Chart en su primera semana.[cita requerida] El 30 de mayo, Mamamoo lanzó una tercera colaboración titulada «Hi Hi Ha He Ho» con el dúo de rap Geeks.

### 2014: Debut conHelloyPiano Man
El grupo hizo su debut oficial el 19 de junio con el sencillo principal «Mr. Ambiguous» de su primer miniálbum Hello. El vídeo musical de «Mr. Ambiguous» contenía cortas apariciones de muchas estrellas conocidas de la industria del K-pop, como Jonghyun de CNBLUE, Baek Ji Young, Wheesung, Jung Joon Young, Bumkey, K.Will y Rhymer de Brand New Music. El álbum contiene tres colaboraciones previamente lanzadas y cuatro nuevas canciones. El grupo hizo su primera aparición en vivo en el episodio del 19 de junio en el programa M! Countdown. El 27 de junio, Mamamoo realizó «Peppermint Chocolate» con K.Will y Ravi de VIXX en Music Bank. El 5 de julio, el grupo organizó un guerrilla concert en la Universidad Hongik en Hongdae, Seúl. En julio, Mamamoo lanzó su primera banda sonora original titulada «Love Lane» para el drama coreano Marriage, Not Dating.
El 21 de noviembre, Mamamoo lanzó su segundo miniálbum Piano Man junto al sencillo del mismo nombre. El sencillo alcanzó el cuadragésimo primer puesto de Gaon Digital Chart. A finales de 2014, Mamamoo ocupó el décimo lugar entre los grupos de chicas en las ventas digitales, el puesto décimo noveno en ventas de álbumes y el decimoprimer puesto en las ventas totales de acuerdo con los rankings de fin de año de Gaon. En el episodio del 10 de enero del programa Immortal Songs 2, Mamamoo realizó una interpretación de «Wait a Minute» de Joo Hyun Mi, llegando a la ronda final antes de perder contra Kim Kyung Ho.

### 2015:Pink Funkyy rozando la popularidad

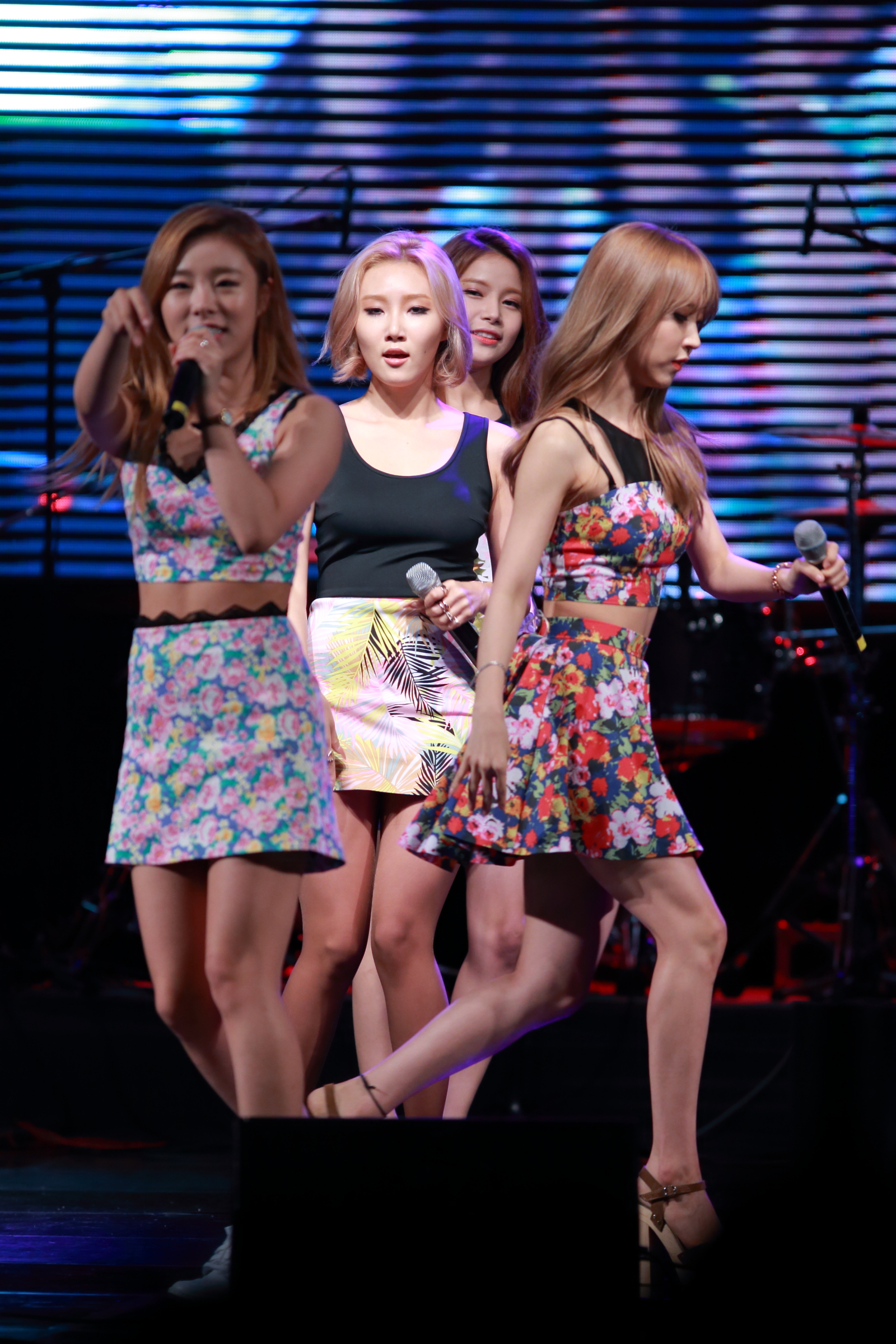
Mamamoo en agosto de 2015.

El 2 de abril de 2015, Mamamoo lanzó «Ahh Oop!», el primer sencillo de su tercer miniálbum titulado Pink Funky. «Ahh Oop!» marcó la segunda colaboración del grupo con su compañera de agencia Esna, después de que apareciera en «Gentleman» en su segundo miniálbum Piano Man. El 13 de junio, el grupo viajó a Ulán Bator, Mongolia, para presentarse en un evento patrocinado por la Embajada de Corea del Sur con Crayon Pop y K-Much. El evento fue un concierto conmemorativo celebrado en honor del 25 aniversario de las relaciones diplomáticas entre Corea del Sur y Mongolia.
El 19 de junio, Mamamoo lanzó su tercer miniálbum Pink Funky y el sencillo principal «Um Oh Ah Yeh». La canción fue un éxito comercial, alcanzando el número tres en Gaon Chart, convirtiéndose en su primer sencillo en posicionarse dentro de los tres primeros puestos. El 23 de agosto, después de las promociones concluidas, Mamamoo celebró su primera reunión de fanes, titulada 1st Moo Party, para un total de 1 200 fanes en el Parque Olímpico de Seúl. Las entradas para la reunión de fanes se agotaron en un minuto, por lo que el grupo añadió una reunión adicional para 1 200 fanes más la misma noche. También celebraron otro Moo Party en Los Ángeles, que tuvo lugar el 4 de octubre. Este fue su primer viaje a Estados Unidos. Mamamoo también colaboró y participó con su compañero de agencia Basick en el programa de supervivencia de rap coreano Show Me the Money. El 29 de agosto, Mamamoo regresó a Immortal Song 2 interpretando la canción «Delilah» de Jo Young Nam. El 31 de octubre, Mamamoo regresó a Immortal Song 2, cantando una canción de Bae Ho «Backwoods Mountain». Su actuación ganó su primer triunfo en Immortal Song con 404 puntos.

### 2016–2017:Melting

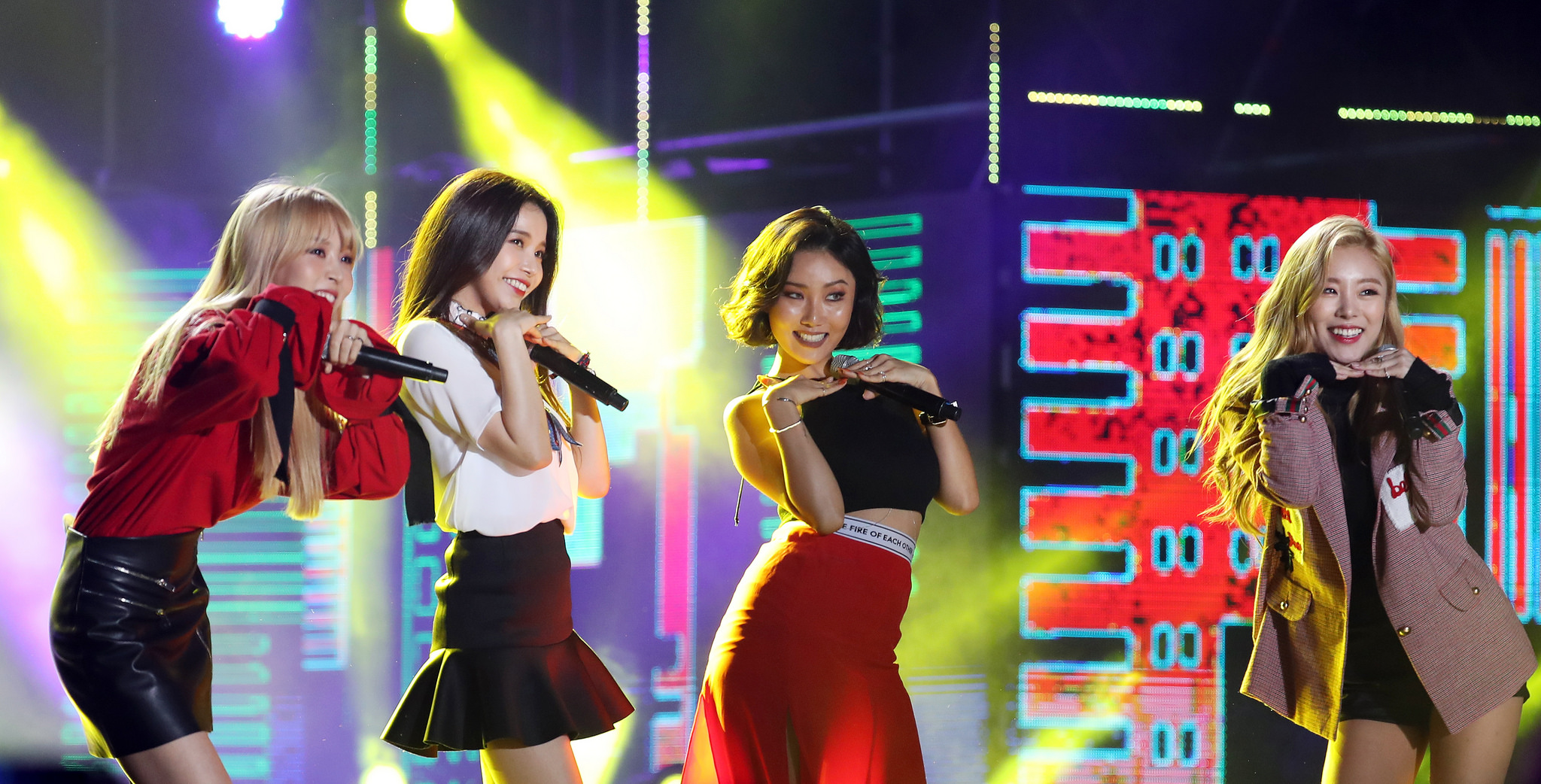
Mamamoo en septiembre de 2016.

El 26 de enero de 2016, Mamamoo pre-lanzó una balada de R&B, «I Miss You», de su primer álbum de estudio titulado Melting. Dentro de 24 horas de lanzamiento, el sencillo ha recibido mucho reconocimiento de los gráficos musicales coreanos. El 12 de febrero, otra pista, «1cm/Taller than You"» fue lanzado previamente con un vídeo musical. El álbum completo fue lanzado el 26 de febrero, debutando en el número 3 en el Gaon Music Chart. La pista de título «You're the Best» también debutó en el número tres pero alcanzó el número 1 la siguiente semana, convirtiéndose en su primer sencillo número uno.
El 6 de marzo, recibieron su primera victoria de espectáculo de música con el sencillo «You're the Best» en Inkigayo, siguiendo por otra victoria en Music Bank, M! Countdown, y otros programas musicales. El álbum Melting se posicionó en #8 lugar en los Billboard's World Albums Chart El 17 de junio de 2017 el grupo participó en la competencia Immortal Song 2. En junio de 2017 anunciaron el lanzamiento de un miniálbum titulado Purple el cual tuvo un impacto positivo en la lista Melon.

### 2018-presente: ProyectoCuatro estaciones
El 4 de enero de 2018, Mamamoo lanzó el sencillo «Paint Me» como preludio de su siguiente proyecto llamado «Cuatro Estaciones». El objetivo de esta serie es mostrar cuatro álbumes en los que cada uno combina un color y una característica de cada miembro para cada estación. El grupo ha declarado que desea mostrar su potencial como artistas y presentar un estilo más maduro con este proyecto.
Mamamoo publicó el 7 de marzo de 2018 su sexto EP, Yellow Flower junto con el sencillo principal «Starry Night». La canción se posicionó en el número 6 de la lista de mitad de año de Gaon Digital Chart. El 11 de julio el grupo anunció que su tercer concierto, titulado «2018 Mamamoo Concert 4 Seasons S/S» se realizaría en el SK Olympic Handball Gymnasium en Seúl el 18 y 19 de agosto. El lugar, que tiene una capacidad para 5 000 espectadores, es dos veces más grande que los de presentaciones anteriores. Las entradas se agotaron dos minutos después de salir a la venta.
El grupo lanzó el 16 de julio de 2018 su séptimo EP Red Moon y lo promocionó con la canción «Egotistic». En la primera semana de su lanzamiento, el álbum debutó en el número 4 de la Billboard World Albums con 1000 copias, asimismo se situó en el puesto 3 de la lista semanal Gaon Album Chart. Mamamoo también hizo su primera aparición en la lista Billboard Heatseekers Albums al alcanzar el número 25. Las promociones terminaron el 5 de julio de 2018 en Inkigayo.
El 23 de julio se anunció que Mamamoo debutaría en Japón en octubre con la versión en japonés de su canción «Décalcomanie». Su primer sencillo fue publicado el 3 de octubre bajo la discográfica Victor Entertainment y se posicionó en el número 11 de la lista semanal de Oricon.

## Miembros
- Solar (솔라)
- Moonbyul (문별)
- Wheein (휘인)
- Hwasa (화사)

## Discografía

### Corea del Sur
Álbumes de estudio
- Melting (2016)
- Reality in Black (2019)

EPs
- Hello (2014)
- Piano Man (2014)
- Pink Funky (2015)
- Memory (2016)
- Purple (2017)
- Yellow Flower (2018)
- Red Moon (2018)
- Blue;s  (2018)
- White Wind (2019)
- Travel (2020)
- WAW (2021)
- Mic On (2022)

## Filmografía

### Programas de variedades
| Año  | Programa             | Notas              |
| ---- | -------------------- | ------------------ |
| 2018 | I Can See Your Voice | Ep. #7 - invitadas |